# Premna microphylla
Premna microphylla là một loài thực vật có hoa trong họ Hoa môi. Loài này được Turcz. miêu tả khoa học đầu tiên năm 1863.

## Hình ảnh

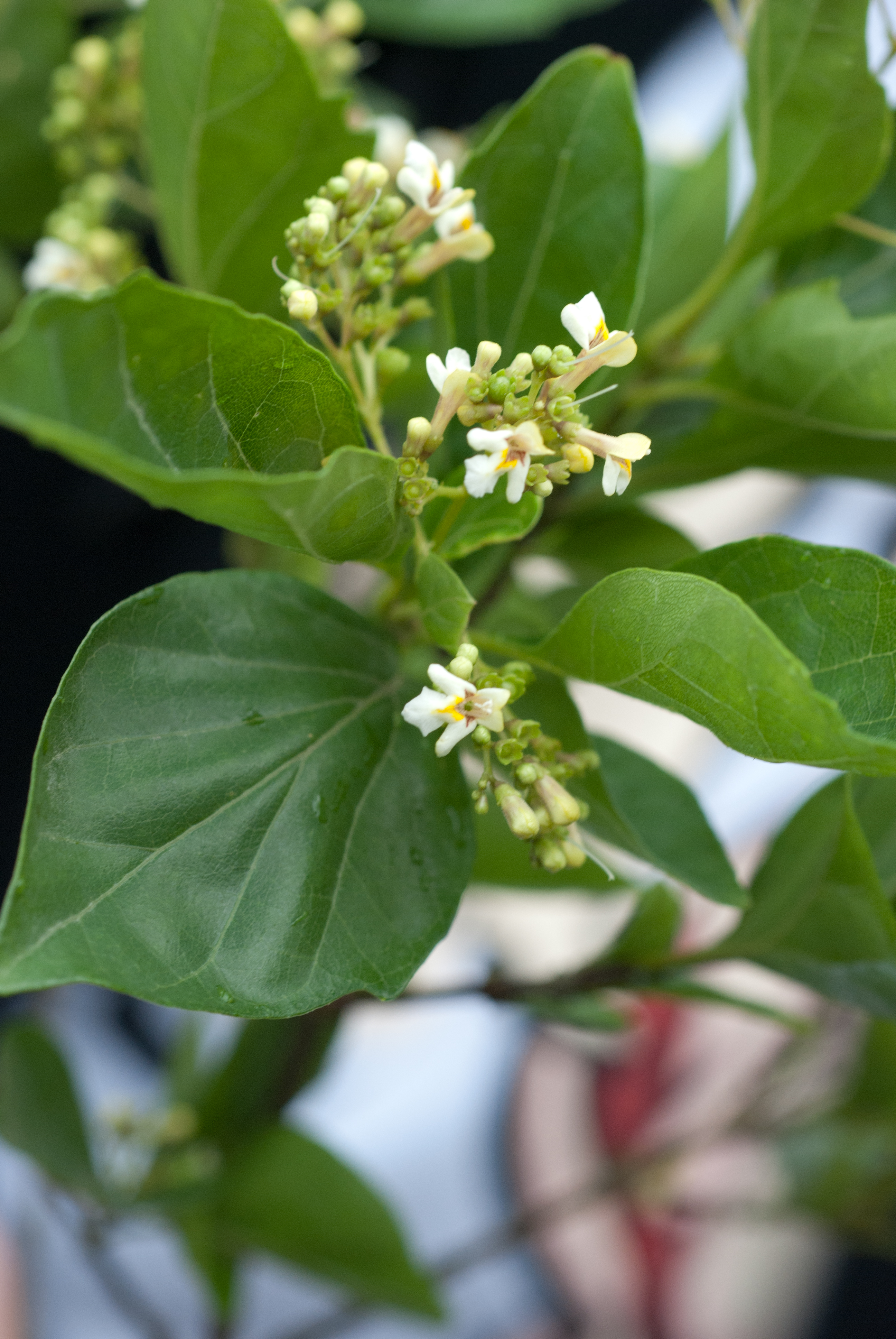
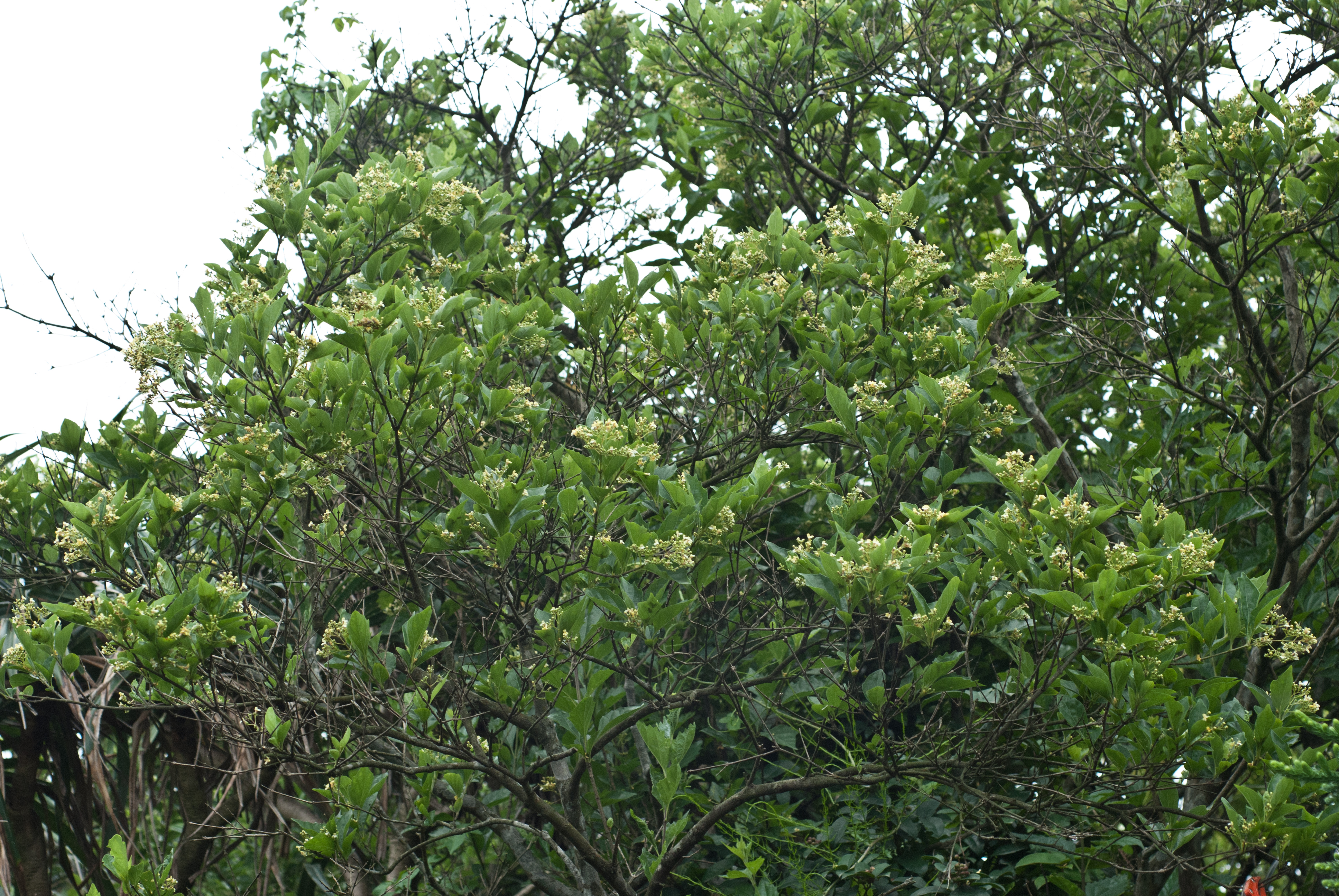